# Quarter Pounder
Quarterão com Queijo (Brasil) ou McRoyal Cheese (Portugal) é um dos lanches vendidos pela rede de restaurantes McDonald's.
O lanche, que é feito de pão, hambúrguer de carne bovina, duas fatias de queijo cheddar, cebola e picles, tem esse nome porque o seu hambúrguer pesa 113 g, aproximadamente um quarto de uma libra inglesa, uma medida de peso equivalente a 453,59 g.